# Die Ausgewanderten
Die Ausgewanderten. Vier lange Erzählungen ist der Titel einer Sammlung des Autors W. G. Sebald, die zuerst 1992 erschienen ist. Die Erzählungen zeichnen die Lebensläufe von vier Männern mit jüdischem Familienhintergrund nach, die sich infolge ihres Fremdwerdens in der Welt in hohem Alter selbst auf die eine oder andere Weise auslöschen.

## Übersicht
Die Lebensläufe der Hauptfiguren sind durch Pogrome, den Holocaust, die Auswanderung und das stille Fortwirken dieser Traumata oder auch durch eine verheimlichte Homosexualität bestimmt. Zu diesen vier schließlich innerlich und sozial Ausgewanderten tritt der Ich-Erzähler immer wie zufällig in eine persönliche Beziehung, in der sich die Einsicht in die Zwangsläufigkeit der persönlichen Dramen entwickelt. Allen vier sich im Umfang steigernden Erzählungen ist ein Motto vorgesetzt, in dessen viertem („Im Abenddämmer kommen sie und suchen nach dem Leben“) auch das lange, selbstzerstörerische Schweigen der Hauptfiguren aufscheint.
Der Erzähler rekonstruiert die vier Biografien auf der Grundlage eigener Begegnungen, aus Gesprächen mit Verwandten und Freunden der Hauptfiguren, aus Tagebüchern und Fotoalben sowie nach späteren Besuchen der Schauplätze. Sebald kombiniert diese verschiedenen Lebensläufe als Bausteine für seine Figuren, eine Methode der „Bricolage“ oder „Collage“, „aber es erscheint doch recht außergewöhnlich, dass die jüdischen Hauptfiguren in der Hälfte der Geschichten auf Nichtjuden basieren.“ Neben den Erzähler treten Gesprächspartner und Tagebuchschreiber, die in ihrem eigenen Stil belassen erscheinen und dem Text einen Anstrich von biografischer Forschung und Multiperspektivität geben. So entsteht ein Sebaldscher „Sound“, der dem Leser demonstriert, wie sich nachdenkend die richtigen Schlüsse aus den an der Oberfläche sichtbaren Spuren ziehen lassen. Das Erzählen im Gestus der Erforschung biografischer Leidenslinien zeigt die Möglichkeit des Zugangs zu meist verschwiegenen und verschütteten Geschichten – das Grauen der Opfer und seine Erforschung könnte schon hinter der Tür eines Nachbarn beginnen.
Trotz der Titelergänzung „Erzählungen“ überschreiten mehrere Hinweise auf Daten aus der Biografie des Autors den fiktionalen Charakter. Die Texte sind außerdem mit insgesamt 80 Fotos oder Faksimiles illustriert, die den Anspruch der Tatsächlichkeit des Erzählten unterstreichen. Die mit den Texten veröffentlichten Fotos verschieben die Erzählung in Richtung einer Dokumentation. Ein Großteil der Fotos könnte „echt“ sein, aber z. B. wird auch der Blick eines kurzsichtigen Selbstmörders aus der Froschperspektive auf die Schiene unter seinem Kopf nachbebildert oder fabriziert und eine der Figuren weist explizit auf die Fälschung einer historischen Aufnahme hin: „Hier werden wir stutzig. Wie kann er uns einerseits mit der Realität seiner Fotos schockieren wollen und uns gleichzeitig daran erinnern, dass es sich um Fälschungen handelte könnte? Diese Frage ist nicht aufzulösen.“ Diese schwebende Zuordnung zu einem Genre nutzt Sebald auch in Austerlitz und in Die Ringe des Saturn, aber „Die Ausgewanderten [bilden] den Hauptschauplatz von Sebalds Mischung aus Fakten und Fiktion.“

## Dr. Henry Selwyn
Hersch Seweryn wandert als Siebenjähriger mit seiner Familie 1899 aus Litauen nach London aus, gewinnt als sehr guter Schüler mehrere Stipendien und ändert seinen Namen zu Henry Selwyn. Nach seinem Medizinstudium begeistert er sich in der Schweiz für das Bergsteigen und für einen sehr viel älteren Bergführer, dem „er von Anfang an sehr zugetan gewesen sei“ und dessen tödlicher Unfall bei ihm eine tiefe Depression auslöst. Er heiratet dennoch eine wohlhabende Schweizer Fabrikantentochter, der er das Geheimnis seiner Herkunft aber „noch sehr lange“ verschweigt.
Der Erzähler trifft Selwyn auf der Suche nach einer Unterkunft auf dem Anwesen seiner Frau. Selwyn wohnt seit Längerem in innerer und im Sommer auch in äußerer Trennung von ihr in einer kleinen Eremitage, mehr und mehr belastet vom Verlust seiner Identität, den er dem Erzähler gegenüber als „Heimweh“ und als ein Gefühl anspricht, seine Seele verkauft zu haben. Nach der Auflösung seiner Praxis fand er seine fast einzige Ansprache, wie er dem Erzähler offenbart, in den Pflanzen des verwildernden Gartens und bei den drei Pferden, denen er ein Gnadenbrot gewährt. Wenige Wochen nach einem letzten Gespräch erschießt sich Selwyn und nach wieder einiger Zeit gibt der Gletscher nach 72 Jahren die menschlichen Reste von Selwyns verschollenem Geliebten frei – es haben, „wie mir in zunehmendem Maße auffällt, gewisse Dinge so eine Art, wiederzukehren, unverhofft und unvermutet“, kommentiert der gegen das Verdrängen erzählende Erzähler. Wie eine Erklärung für den bitteren Lebensweg Selwyns und als Kompass für die Lebenden mahnt das Motto auf dem Titelblatt der Erzählung in lyrischer Setzung:
                                                                        Zerstöret das Letzte
                                                                        Die Erinnerung nicht
Die Hauptfigur wird vom Erzähler eingebettet in eine Textur der Kraftlosigkeit, des Verfalls und des versäumten Lebens: da erscheint der großgewachsene Selwyn seiner „bittstellerischen Haltung“ wegen „wie ein ganz kleiner Mensch“, da lässt er den früher von ihm vielgenutzten Tennisplatz und die Gewächshäuser verfallen, weil er zu spüren glaubt, wie sich Garten und Park gegen die aufgezwungene Ordnung wehren, da gibt es im Herrenhaus eine Vielzahl von Stiegen hinter den Wänden, von denen aus die herrschaftlichen Zimmer für eine große Dienerschaft in dauerndem Getriebe erreichbar waren, da pflegt seine im Gegensatz zu ihm geschäftstüchtige Ehefrau noch immer ihre Beziehungen in die Schweiz. Trotz des inzwischen ungebändigten, beispielhaften Wachstums im Garten und der Qualität seiner Früchte gelingt es Selwyn nicht, früher aus seiner komfortablen Ordnung auszubrechen und z. B. an die beflügelnden Erlebnisse einer Kreta-Reise und ihre Perspektiven anzuknüpfen. All diese allegorischen Aufbrüche können das der Untröstlichkeit zutreibende Leben Selwyns nicht retten.

## Paul Bereyter
Der Erzähler erfährt vom Selbstmord seines ihn Anfang der 50er Jahre unterrichtenden Volksschullehrers, wird neugierig und rekonstruiert das Leben der Titeltfigur. Nach einer ersten Annäherung durch seine Schüler-Erinnerungen an den Unterricht beginnt der Erzähler, mehrere Gespräche mit einer Freundin Bereyters und das ihm überlassene Fotoalbum in seine Untersuchung einzubeziehen und das Lebensbild einer zunehmenden Vereinsamung entstehen zu lassen. Dieses Prinzip des Grabens von der Oberfläche in die Tiefe, das er als erzählerische Bewegung nachformt, hat der Erzähler als Kind bei seinem Volksschullehrer in einem die Neugier entfachenden Unterricht hartnäckigen Suchens außerhalb der Schule erlebt.
Das Ausgegrenzt-Werden des viertel-jüdischen Lehrers aus der heimatlichen Gesellschaft wird in einer Reihe von korrelierenden Facetten deutlich: in seiner Entfernung aus dem Schuldienst 1935, in der Ermordung seiner jüdischen Geliebten, in seinem Lieblingsstandort während des Unterrichts in der Klasse in einer Fensternische, zwischen Drinnen und Draußen, in der dauernden Abwesenheit von seinem Wohnort, in seiner durch Musik plötzlich hervorgerufenen Traurigkeit, in seinem „in zunehmendem Maße auffällig fremde(-n) Verhalten“.
Als Kind hatte Bereyter die Vielfalt und Offenheit einer jüdisch-bürgerlichen Welt noch im Kaufhaus seines Vaters kennen gelernt, die vom Holocaust und der deutschen Nachkriegsgesellschaft ausgelöscht wurden. Das „unüberwindliche Gefühl der Niederlage“ durch dieses siegreiche Ordnungskonzept der Kriegs- und Nachkriegsgesellschaft trieb ihn schließlich dazu, sich vor einen Zug zu legen, diesem Symbol einer scheinbar ehernen Ordnung, der auch seine jüdische Geliebte zum Opfer gefallen war.
Was es mit dieser Untröstlichkeit auf sich hatte, das einigermaßen zu ergründen gelang mir erst, als ich meine eigenen, bruchstückhaften Erinnerungen einordnen konnte in das, was mir erzählt wurde von Lucy Landau, die, wie sich im Verlauf meiner Nachforschungen in S. herausstellte, das Begräbnis Pauls auf dem dortigen Friedhof arrangiert hatte. Oft sind es Sätze wie dieser, die durch Einschübe und Unterbrechungen, im Gestus der Selbstkorrektur und Ergänzung berichten und die Erzählung durch Archaismen, mundartliche Besonderheiten oder Fremdworte noch weiter aus der Umgangssprache hinausrücken. In dieser zweiten Erzählung ist im Vergleich zu den anderen der Stil extrem aufgelöst, in den anderen vielleicht auch durch die längeren Passagen mit den Stimmen anderer Erzähler flüssiger als in dieser.

## Ambros Adelwarth
Dem Erzähler wird bei einem Besuch in Amerika von seiner Verwandtschaft aus dem Leben des polyglotten und weitgereisten Großonkels Ambros Adelwarth erzählt, der als Kammerdiener und Butler bei einer der reichsten jüdischen Bankiersfamilien von New York, den Solomons, beschäftigt war. Trotz seiner Intelligenz und seines ebenfalls jüdischen Hintergrunds durfte er „sich sein Lebtag lang von nichts aus der Fassung bringen lassen“ und musste seine jahrelange homoerotische Beziehung zu einem Sohn der Familie verheimlichen.
Seine Tante berichtet dem Erzähler: „Je älter der Adelwarth-Onkel geworden ist, desto hohler ist er mir vorgekommen“ und man dürfe sagen, „dass er gar nicht existiert hat als Privatperson, dass er nur mehr aus Korrektheit bestand“; er habe sein abenteuerliches Leben zwar minutiös erinnern, aber nicht mehr mit seinen Gefühlen verbinden können. Schließlich weist er sich wegen seiner Depressionen in die Psychiatrie ein und lässt sich durch Elektroschocks die Erinnerung an sein Leben auslöschen.
Im Unterschied zu den beiden vorhergehenden Erzählungen verlässt der Erzähler sich fast ausschließlich auf die Berichte seiner Verwandten, die ihm aber auch Fotos aus dem Leben Adelwarths und sein Reisetagebuch überlassen. Wie in den anderen Erzählungen deren Handlungsorte besucht er hier das normannische Seebad Deauville, wo sich Ambros Adelwarth und Cosmo Solomon 1913 aufgehalten hatten, und nimmt die inzwischen geschlossene und verfallene, in Ithaca im US-Bundesstaat New York gelegene psychiatrische Klinik in Augenschein. Er durchwirkt die Erzählung mit den auch in den anderen Erzählungen verwendeten Motiven des zu lang ignorierten Selbstverlustes oder der wachsenden inneren Leere, der letztlich sich zerstörerisch auswirkenden Einfügung in die gesellschaftliche Ordnung, den positiven Allegorien der sich regenerierenden Pflanzen und Gärten, sowie der Traumfigur des sein Glück suchenden Schmetterlingsjägers, der das Lebensproblem aller Hauptfiguren personifiziert und den er mit einem Foto von Vladimir Nabokov auf Schmetterlingspirsch illustriert.

## Max Aurach / Max Ferber
„Die Geschichte von Max Ferber – oder Max Aurach, wie er ursprünglich in der Originalausgabe hieß – bildet den Höhepunkt von Die Ausgewanderten. Bei all seinen Protagonisten spüren wir das starke Gefühl der brüderlichen Verbundenheit des Erzählers, doch bei Ferber ist da noch mehr: eine Identität, die durch den gemeinsamen Vornamen signalisiert wird. Held und Erzähler sind von der gleichen düsteren Sorte.“
„Biografisch gesehen kulminiert in ´Max Ferber´ etwas anderes in Die Ausgewanderten: das Problem des Verhältnisses der Geschichten zu ihren Vorbildern. [Die Figur] Ferber basierte, wie Sebald oft sagte, auf zwei Personen, seinem Vermieter in Manchester und ´einem bekannten Künstler´. (…) Das konnte noch mehr Ärger geben, und so sollte es auch kommen.“ Denn diese vierte Erzählung ist u. a. nach dem Vorbild der Biographie und Arbeitsweise des Malers Frank Auerbach gestaltet. Für die englische Buchausgabe von 1996, The Emigrants, bestand Auerbach darauf, dass zwei direkt auf ihn bezogene Abbildungen entfernt werden und der Name des Protagonisten, in dem er eine zu starke Nähe zu seinem eigenen Namen sah, geändert wird. Sebald wählte den Namen „Max Ferber“, und dieser Name wurde später auch in deutschen Neuauflagen des Buches verwendet.
Der Erzähler kommt 1966 als Student nach Manchester, einer in den Verfall treibenden Stadt, die einst Schrittmacher der Industrialisierung gewesen war, und trifft zufällig bei seinen Stadterkundungen auf das Atelier des älteren Zeichners und Malers Aurach, der von seinen Eltern 1939 in ein Flugzeug nach England gesetzt worden war, während seine Eltern, die eine Ausreise zu spät erwogen hatten, bald in den Osten transportiert und ermordet worden sind. Aurach hat eine Malweise entwickelt, bei der er seine Zeichnungen bis zu 40 Mal aus dem Papier radiert, bis die ausgelöschten, aber nicht verlorenen Gravuren seines Stifts ein Bild der Verschwundenen zeigen. Durch das „andauernde Verwischen des Gezeichneten“ war das fast einzige Resultat seiner Arbeit eine, wie Aurach meint, „nur in den Stunden der Nacht zum Stillstand kommende Staubproduktion.“ Aurach erzählt dem Erzähler auch von der ihn bei einem Besuch in Colmar packenden „Ungeheuerlichkeit des Leidens“ auf den Bildtafeln des Isenheimer Altars von Grünewald und von seiner damit zusammenhängenden Unfähigkeit, sein Bild Man with a Butterfly Net zu vollenden.
Der Erzähler stößt zwanzig Jahre später in der Tate Gallery auf ein von Aurach gemaltes Bild seiner damaligen Vermieterin und bricht noch einmal nach Manchester auf. Die dann folgenden, langen Gespräche in Aurachs Atelier erkunden das bisher umschiffte Thema von Aurachs Herkunft. Zum Abschied übergibt er dem Erzähler das 100 Seiten umfassende Tagebuch seiner Mutter, das sie zwischen seiner Abreise aus Deutschland und ihrer Deportation noch schreiben konnte. Aus diesen Text- und Bilddokumenten einer jüdisch-bürgerlichen Familie zitiert der Erzähler dann umfänglich und gerät so in ihren Bann, dass er zwei Jahre später die von Aurachs Mutter beschriebenen Orte und auch die Gräber der Familie in Kissingen aufsucht, aber seinen Aufenthalt wegen der ihn umgebenden „Geistesverarmung und Erinnerungslosigkeit der Deutschen“ abkürzt.

## Rezeption
„Im September 1992 kam das wichtigste Ereignis in seinem [Sebalds] Schriftstellerleben: Die Ausgewanderten wurde veröffentlicht.“ In der Fernsehsendung Das literarische Quartett im Januar 1993 disqualifizierte Marcel Reich-Ranicki das Buch als „akademisches Dilettantentum“, während Sigrid Löffler und Helmut Karasek es „als Meisterwerk [bejubelten].“ Angier bezeichnet in ihrer Biografie Sebalds oft kritisierte ungefragte und unerlaubte Aneignung fremder Biografien für seine Figuren zwar als „Tricksereien“, Fälschungen und „Lügen“, aber sie wertet diese als für einen Leser leicht durchschaubare Versuche, das Verantwortungsgefühl der Zeitgenossen für den Holocaust, die „Erinnerungslosigkeit der Deutschen“, durch Wahrheitssteigerung zu wecken.
Gregor Dotzauer setzt sich im Tagesspiegel am 9. März 2003 vor allem mit der Sprache Sebalds auseinander und urteilt, die „Umständlichkeit war für ihn eine Frage des Strebens nach Genauigkeit - auch wenn ihm diese Genauigkeit schnell wieder entglitt.“ Und manchmal scheint nicht viel zu fehlen „und er wäre unter seinen eigenen hoch gezüchteten Schachtelsatzwucherungen begraben worden.“ Aber „W. G. Sebald ist berühmter denn je. Und ob man sich von der quälenden Langsamkeit seiner Prosa angezogen oder abgestoßen fühlt: Seine weltliterarische Statur steht außer Frage.“
Ijoma Mangold sieht in den Lebensgeschichten „das Selbstporträt eines Autors, der nicht von den Toten loskommt. Weil die Toten gekämpft und gelitten haben und weil die einzige Gerechtigkeit in diesem ungerechten Kampf die Poesie der Erinnerung ist.“
„Vom eigentümlichen Reiz ihrer dunklen Melancholie abgesehen, sind Sebalds Geschichten über Emigranten, die vor Not und Verfolgung fliehen, nur allzu aktuell“, schreibt nma in der FAZ.
Für Roland Wiegenstein ist Sebalds Buch ein Klassiker und die Erzählungen „nichts anderes als ausführliche Begründung für seine eigene Auswanderung“ 1966 nach England. „Er ertrug die Deutschen nicht und hat doch nicht nur Deutsche Literatur in Norwich gelehrt, sondern vielleicht das schönste Deutsch geschrieben, das in seiner Generation zu finden ist.“

## Ausgaben
W. G. Sebald: Die Ausgewanderten. Vier lange Erzählungen, 9. Aufl., Frankfurt a. Main: Fischer Taschenbuch Verlag 2002 ISBN 3-596-12056-X

## Lesung
- Max Ferber, gelesen von W. G. Sebald. Produktion: Hessischer Rundfunk. Eichborn, Frankfurt am Main, 2000. ISBN 978-3-8218-5137-2.